# Przylądek strachu (film 1991)
Przylądek strachu (ang. Cape Fear) – amerykański dreszczowiec psychologiczny w nurcie Southern Gothic z 1991 w reżyserii Martina Scorsese i według scenariusza Wesleya Stricka, opartego na powieści The Executioners Johna D. MacDonalda. Jest on nową wersją filmu z 1962 pod tym samym tytułem.
Film otrzymał nominację do Oscara w kategoriach Najlepszy Aktor Pierwszoplanowy (Robert De Niro) i Najlepsza Aktorka Drugoplanowa (Juliette Lewis). Para była również nominowana do Złotego Globu.

## Fabuła
Niebezpieczny psychopata Max Cady (Robert De Niro) wychodzi na wolność po 14 latach pobytu w więzieniu za brutalny gwałt. Postanawia zemścić się na swoim byłym adwokacie Samie Bowdenie (Nick Nolte), który, według niego, nieskutecznie bronił go podczas procesu. Max zaczyna więc terroryzować całą rodzinę adwokata, jego piękną żonę (Jessica Lange) i młodą córkę (Juliette Lewis). Sam Bowden chwyta się wszystkich możliwych sposobów, aby obronić rodzinę przed szaleńcem.

## Obsada
- Nick Nolte – Sam Bowden
- Robert De Niro – Max Cady
- Jessica Lange – Leigh Bowden
- Juliette Lewis – Danielle Bowden
- Joe Don Baker – Claude Kersek
- Robert Mitchum – porucznik Elgart
- Gregory Peck – Lee Heller
- Martin Balsam – Judge
- Illeana Douglas – Lori Davis
- Fred Thompson – Tom Broadbent
- i inni.